# Nicolás Sarmiento
Nico Sarmiento (Buenos Aires, 3 de diciembre de 1992) es un jugador argentino de fútbol sala que juega como portero en el RSC Anderlecht (Bélgica) y en la selección de fútbol sala de Argentina, con la que ganó el Mundial 2016, siendo una de las piezas clave y uno de los mejores jugadores del torneo.

## Carrera
Sarmiento comenzó su afición por el futbol desde muy chico, ya con 6 años fue fichado para jugar al baby en el Club A. Platense, luego como sénior en el River Plate FS en 2011. Estuvo en este club hasta 2014, y después pasó un año por el Intelli Orlandia. Después regresó al River Plate FS, donde destacó como portero. En 2015, le fichó el Palma Futsal, con quien disputó los playoffs de la LNFS. Con la selección ganó el Mundial de fútbol sala de 2016, siendo este, el mayor hito en la historia de la Selección de fútbol sala de Argentina hasta la fecha.

## Clubes
- Club A Platense (2000-2009)
- River Plate FS (2011-2014)
- Intelli Orlandia (2014-2015)
- Palma Futsal (2015-2020)
- Real Betis Futsal (2020-2025)
- AS Roma Futsal (2025- )